# Jewell megye (Kansas)
Jewell megye az Amerikai Egyesült Államokban, azon belül Kansas államban található. Megyeszékhelye és legnagyobb városa Mankato. Lakosainak száma 2932 fő (2020. április 1.). Jewell megye Webster, Mitchell, Nuckolls, Republic, Cloud, Osborne és Smith megyékkel határos.

## Népesség
A megye népességének változása:
| Lakosok száma | 3067 | 3088 | 3029 | 3046 | 2970 | 2932 |
|               | 2010 | 2011 | 2012 | 2013 | 2015 | 2020 |